# Неглект (форма психологічного насилля)
Неглект — форма аб'юзу, де батьки чи опікуни, що відповідальні за особу, котра не здатна доглядати за собою, нехтують своїми обов'язками. Це може проявлятися у відсутності емоційного і фізичного піклування, у відмові надати інтелектуальну й/або психологічну підтримку, у відсутності слідкування за харчуванням і особистою гігієною особи.  
Під категорію людей, щодо яких може бути здійснений неглект, підпадають немовлята, маленькі діти, хворі, люди з інвалідністю, психічними розладами, нестабільною психікою, жебраки, люди похилого віку та ті, що неспроможні доглядати за собою у/за межами дому.

## Форми

### Фізичний неглект
Під фізичним неглектом розуміється відсутність піклування або підтримки здоров’я. Прикладом може бути ненадання належної допомоги пацієнту при наявності можливостей або неправильний розподіл і використання лікарських засобів на дільниці. Власне, від фізичного неглекту страждають переважно хворі, старі люди у лікарнях або у будинках пристарілих. Цей вид аб'юзу може мати серйозні наслідки. Різні хвороби, інфекції, пролежні, наслідки незбалансованого харчування можуть бути пізно поміченими, а тому стануть важчими для лікування. Якщо під час дорослішання дитині не надавати достатню кількість вітамінів, не забезпечувати повноцінне харчування, з великою ймовірністю це дасть відбиток у формі сповільненого росту чи недостатньої мозкової активності. Це може призвести до складнощів з координацією, налагодженням соціальних зв'язків чи нездатності виконувати базові завдання, такі як читання чи письмо. В окремих випадках фізичний неглект може стати причиною смерті. 

### Психологічний неглект
Психологічний (емоційний) неглект здійснюється переважно до всіх вищезазначених груп, однак найчастіше його наслідки помітно на дітях. Він проявляється у криках, залякуваннях, образах, звинуваченнях чи неповазі до особистих кордонів дитини. 
Результат подібних емоційних знущань можливо побачити лише згодом: особа може мати затримки у розвитку, розлади поведінки (розлади стресу, адаптації тощо). Також неглект може призвести до порушення емоційного інтелекту та довіри до соціуму — у майбутньому за людиною спостерігатиметься як відсутність емпатії і низька самооцінка, так і жорстоке поводження. Небажання батьків заохочувати дитину до розвитку може ускладнити їй шлях у подоланні стресових ситуацій та неможливості налагодити соціальні стосунки. Дослідження, які проводилися на бездоглядних дітях, показують, що у багатьох з них був високий рівень тривожності і депресії, а також неодноразові спроби самогубства. Емоційне нехтування та ігнорування можуть бути причинами депривації, а також госпіталізації в частині випадків. У людей похилого віку на підґрунті такого виду аб'юзу спостерігається депресія або регрес (втрата набутих навичок).

### Ігнорування та фізичне насильство
За статистикою, у Європі близько 10 000 людей помирають у домах пристарілих і відповідних медичних закладах від недостатнього догляду. Часто такі установи перевантажені людьми, тому вихователі та опікуни приділяють досить мало часу на одного пацієнта. Також ця статистика пов'язана з емоційним вигоранням обслуговуючого персоналу, через що вони або неналежно виконують свої обов'язки, або звільняються. Мешканців таких закладів часто б'ють, прив'язують до ліжка, не миють, не годують або зовсім знерухомлюють за допомогою ліків.

## Понесення відповідальності
У деяких країнах існує закон про забезпечення охорони дітей відповідно до соціальних кодексів. Порушення обов’язку піклування/виховання щодо особи, що не досягла вказаного в законі віку (наприклад, в Німеччині до віку 16 років, у США - 14) є кримінальним злочином. 
Також діє закон, на підставі якого батьки або опікуни мають сплатити штраф, якщо виявиться, що дитина залишилась без нагляду. Для прикладу, в американському штаті Іллінойс діти віком до 14 років не можуть залишатися без уповноваженої особи “необгрунтовано довго”. У Сільвер-Спрінг, штат Меріленд, у 2014-2015 роках було розпочате офіційне розслідування щодо подружжя за підозрою бездоглядності дітей: батьки дозволили своїм 10- та 6-річним дітям без нагляду грати у сусідньому міському парку.

## Дивіться також
- Депривація
- Госпіталізація
- Аб'юзивні стосунки
- Насильство над дітьми
- Психологічне насильство

## Зноски
1. ↑  George, Donna St (14 січня 2015). Parents investigated for neglect after letting kids walk home alone. Washington Post (амер.). ISSN 0190-8286. Архів оригіналу за 22 вересня 2021. Процитовано 20 вересня 2021.
2. ↑  CNN, Kelly Wallace. Maryland 'free-range' parents under fire again. CNN. Архів оригіналу за 20 вересня 2021. Процитовано 20 вересня 2021.